# Aoplus limbatae
Aoplus limbatae là một loài tò vò trong họ Ichneumonidae.